# جان هامرگرن
جان هامرگرن (به انگلیسی: John Hammergren) (زاده ۲۰ فوریه ۱۹۵۹) کارآفرین و مدیر ارشد اجرایی آمریکایی است، که در حال حاضر به‌عنوان مدیر عامل اجرایی و رییس هیئت مدیره شرکت مک‌کسان (بزرگترین توزیع‌کننده داروی جهان) فعالیت می‌نماید.